# Sammi Hanratty
Samantha Lynne "Sammi" Hanratty  (n. 20 septembrie 1995, Scottsdale, Arizona, SUA) este o actriță americană.  

## Filmografie

### Film
| An   | Titlu                                             | Rol                | Note                    |
| ---- | ------------------------------------------------- | ------------------ | ----------------------- |
| 2006 | Pirates of the Caribbean: Dead Man's Chest        | British girl       | nemenționat             |
| 2006 | The Santa Clause 3: The Escape Clause             | Elf #1             |                         |
| 2007 | Boogeyman 2                                       | Young Laura        |                         |
| 2008 | Hero Wanted                                       | Marley Singer      |                         |
| 2009 | An American Girl: Chrissa Stands Strong           | Chrissa Maxwell    | Direct-pe-video         |
| 2009 | Finding Bliss                                     | Young Jody Balaban |                         |
| 2009 | Within                                            | Michelle Lowe      |                         |
| 2009 | A Christmas Carol                                 | Diverse            |                         |
| 2010 | Magic                                             | Kayla Fairmont     |                         |
| 2010 | Jack and the Beanstalk                            | Gretel             |                         |
| 2010 | Kalamity                                          | Barbie Klepack     |                         |
| 2011 | The Greening of Whitney Brown                     | Whitney Brown      |                         |
| 2012 | Amazing Love                                      | Carrie             |                         |
| 2013 | The Lost Medallion: The Adventures of Billy Stone | Allie              |                         |
| 2013 | Second Chances                                    | Abby               |                         |
| 2014 | Moms' Night Out                                   | Zoe                |                         |
| 2016 | Inconceivable                                     | Carissa            | also known as Deadly Ex |
| 2017 | Bad Kids of Crestview Academy                     | Siouxsie           |                         |
| 2017 | The Saint                                         | Zoo Valecross      | Film TV                 |

### Televiziune
| An           | Titlu                         | Rol                             | Note                                        |
| ------------ | ----------------------------- | ------------------------------- | ------------------------------------------- |
| 2005         | Passions                      | Adele                           | Season 6, episode 136                       |
| 2005         | Charmed                       | Wendy                           | Episode: "Little Box of Horrors"            |
| 2005         | Drake & Josh                  | Annabelle                       | Episode: "Foam Finger"                      |
| 2005         | House                         | Dory                            | Episode: "The Mistake"                      |
| 2005         | Last Laugh '05                | Little Girl                     | Television special                          |
| 2006         | CSI: NY                       | Emma Matthews                   | Episode: "Fare Game"                        |
| 2006         | Hello Sister, Goodbye Life    | Celia                           | Television film                             |
| 2006         | MADtv                         | Various                         | 3 episodes                                  |
| 2006–09      | The Unit                      | Jen Gerhardt                    | 10 episodes                                 |
| 2006         | Cold Case                     | Muriel Bartleby (1929)          | Episode: "Beautiful Little Fool"            |
| 2006         | Stephen King's Desperation    | Pie Carver                      | Television film                             |
| 2006–07      | The Suite Life of Zack & Cody | Holly                           | 6 episodes                                  |
| 2006         | That's So Raven               | Taylor                          | Episode: "Rae of Sunshine"                  |
| 2007–08      | Pushing Daisies               | Young Charlotte "Chuck" Charles | 5 episodes                                  |
| 2008         | iCarly                        | Morgan                          | Episode: "iCarly Saves TV"                  |
| 2013         | Monday Mornings               | Abra Rivers                     | Episode: "Forks Over Knives"                |
| 2013         | Shake It Up                   | Kristin Wibler                  | Episode: "In the Bag It Up"                 |
| 2013         | Mad Men                       | Millicent                       | Episode: "The Quality of Mercy"             |
| 2013         | Rizzoli & Isles               | Chloe                           | Episode: "All for One"                      |
| 2013         | The Christmas Spirit          | Morgan                          | Television film                             |
| 2014         | Zoe Gone                      | Jennifer Lynne                  | Television film                             |
| 2014         | Chosen                        | Megan Acosta                    | 6 episodes                                  |
| 2014–15      | Salem                         | Dollie Trask                    | 12 episodes                                 |
| 2014         | Perception                    | Kayla Madden                    | Episode: "Painless"                         |
| 2014         | Stalker                       | Hannah McCoy                    | Episode: "Whatever Happened to Baby James?" |
| 2015         | 2 Broke Girls                 | Kemberly                        | Episode: "And the Knock Off Knockout"       |
| 2015         | Seeds of Yesterday            | Cindy Sheffield                 | Television film                             |
| 2015         | How to Get Away with Murder   | Zoe Mitchell                    | Episode: "Skanks Get Shanked"               |
| 2017         | The Vampire Diaries           | Violet Fell                     | 3 episodes                                  |
| 2017–present | Shameless                     | Kassidi Gallagher               | 6 episodes                                  |

## Premii și nominalizări
| An   | Premiu             | Categorie                                                             | Lucrare                       | Rezultat     |
| ---- | ------------------ | --------------------------------------------------------------------- | ----------------------------- | ------------ |
| 2007 | Young Artist Award | Best Performance in a TV Movie, Miniseries or Special – Young Actress | Hello Sister, Goodbye Life    | Nominalizare |
| 2007 | Young Artist Award | Best Performance in a TV Series – Guest Starring Young Actress        | The Suite Life of Zack & Cody | Nominalizare |
| 2008 | Young Artist Award | Best Performance in a TV Series – Recurring Young Actress             | The Suite Life of Zack & Cody | Nominalizare |